# Pologne aux Jeux mondiaux de 2013
Cet article contient des informations sur la participation et les résultats de la Pologne aux Jeux mondiaux de 2013 à Cali en Colombie.

## Médailles

### Or
| Sport              | Discipline         | Sportifs       |
| Médailles d'or : 2 |                    |                |
| Ju-jitsu           | Ne-Waza Femme      | Anna Polok     |
| Force athlétique   | Poids moyens Homme | Jarosław Olech |

### Argent
| Sport                  | Discipline    | Sportifs               |
| Médailles d'argent : 3 |               |                        |
| Ju-jitsu               | Hommes -94 kg | Tomasz Szewczak        |
| Ju-jitsu               | Femmes -55 kg | Martyna Bierońska (en) |
| Ju-jitsu               | Femmes -70 kg | Emilia Maćkowiak       |

### Bronze
| Sport                                      | Discipline         | Sportifs       |
| Médailles de bronze : 0 (+1 démonstration) |                    |                |
| Canoë marathon (dem.)                      | Canoë simple Homme | Bartosz Dubiak |